# Muszaki (stacja kolejowa)
Muszaki – zamknięty przystanek osobowy i ładownia a dawniej stacja kolejowa w Muszakach na linii kolejowej nr 225 Nidzica – Wielbark, w województwie warmińsko-mazurskim w Polsce.